# الميهال (تعز)
الميهال هي إحدى قرى الجمهورية اليمنية. تتبع جغرافيا لمحافظة تعز وإداريًا لمديرية المسراخ. يبلغ تعداد سكانها 2455 نسمة حسب الإحصاء الذي أجري عام 2004.